# HEAVY METAL ANTHEM
『HEAVY METAL ANTHEM』（ヘヴィメタル アンセム）はANTHEMが企画として2000年にリリースしたセルフカバー・アルバム。

## 内容
柴田が仕事のパートナーでもある久武頼正と吞んでいる時に冗談で「グラハム・ボネットの歌声でリメイクしたい」と語った後日、久武は本当にグラハムにブッキングし、グラハムから承諾を得たことで本格的に企画されたのが本作である。
実際、柴田はANTHEMの楽曲をグラハムの声をイメージして作っていたそうで、歌詞も全て英語にし、グラハムが歌っても違和感を覚えさせない出来になっている。選曲の殆どは森川之雄時代の曲で占めており、全曲再レコーディングされた。本作に参加したゲストの斉藤和正は清水か加入した時のオーディションに参加していたギタリストである。先行シングルとして『GYPSY WAYS（WIN, LOSE OR DRAW）』が発売されている。

## 収録曲
特記以外作詞・作曲：柴田直人
1. GYPSY WAYS（WIN, LOSE OR DRAW）
2. EVIL TOUCH
3. SHOW MUST GO ON!
作詞：坂本英三、クリス・タンガリーディス
4. MIDNIGHT SUN
作詞：柴田直人、クリス・タンガリーディス
5. THE JUGGLER
6. MR. GENIUS
7. CRYIN' HEART
8. HUNTING TIME
9. HUNGRY SOUL
10. BLINDED PAIN

## 参加メンバー
- 柴田直人：ベース、作詞、作曲
- グラハム・ボネット：ボーカル
- 清水昭男：ギター
- 斉藤和正：ギター（1.6のみ参加）
- 大内貴雅：ドラム
- 本間大嗣：ドラム（9.のみ参加）
- 三国義貴：キーボード